# 蕭淑宇
萧淑宇（？—1941年） 江西永新人。中华民国政治人物。

## 生平
萧淑宇早年留学法国。后来，萧淑宇加入汪精卫的改组派。萧淑宇原是陈公博的人。陈公博回忆称萧淑宇属于“办《革命评论》和大陆大学的同志们，真可以算是患难之交。”“是我当时有声有色的班底。”在北平扩大会议期间，萧淑宇便显露出改投孙科（字哲生）的迹象，陈公博回忆称萧淑宇当时“他时常在北平和南京的孙哲生通讯，当中自然也有许多消息漏给南京的……”后来，萧淑宇来见时任实业部部长的陈公博，陈公博回忆称萧淑宇当时“初则要求实业部的司长，继则要我介绍他当立法委员。”但萧淑宇这两者都未能如愿，当时立法院院长由覃振代理。随后，萧淑宇完全倒向孙科，替离开行政院院长职位的孙科办杂志，陈公博说萧淑宇“在第一二三期大骂我和汪先生”。
后来，孙科出任立法院院长。1933年，萧淑宇被增选为国民政府立法院立法委员。抗日战争期间，萧淑宇曾任江西省保安司令部政训处少将处长。后来，萧淑宇投靠汪精卫政权。1941年冬，萧淑宇在赴南昌出任汪精卫政权江西省省长的途中，被重庆国民政府江西省政府主席熊式辉派人枪杀。